# Піхотна дивізія «Курляндія»
Піхотна дивізія «Курляндія» (нім. Infanterie-Division Kurland) — дивізія Вермахту, що існувала наприкінці Другої світової війни.

## Історія
Піхотна дивізія «Курляндія» сформована 15 лютого 1945 року шляхом перейменування навчально-польової дивізії «Курланд», що перебувала в резерві групи армій «Курляндія» на території латвійського регіону Курляндія.

## Райони бойових дій
- СРСР (Курляндський котел) (лютий — квітень 1945).

## Командування

### Командири
- генерал-лейтенант Йоганн Пфлюгбайль (нім. Johann Pflugbeil) (15 лютого — 12 квітня 1945).

### Підпорядкованість
| Час     | Корпус | Армія       | Група армій (округ)     | Штаб |
| ------- | ------ | ----------- | ----------------------- | ---- |
| 1945    |        |             |                         |      |
| квітень |        | 16-та армія | Група армій «Курляндія» |      |

## Склад
| 1945                     |
| ------------------------ |
| 639-й гренадерський полк |
| 640-й гренадерський полк |